# Annickia affinis
Annickia affinis là loài thực vật có hoa thuộc họ Na. Loài này được (Exell) Versteegh & Sosef mô tả khoa học đầu tiên năm 2007.